# 孔季诩
孔季诩（？—？），字季和，越州山阴人，孔子三十五代孙，孔桢之子。
孔季诩早年就已知名，永昌初年考中制科，授官为校书郎，最终担任左补阙。陈子昂常称孔季诩心神清朗韵味深远，可与卫玠相比。